# Лазурі (Арад)
Лазурі (рум. Lazuri) — село у повіті Арад в Румунії. Входить до складу комуни Вирфуріле.
Село розташоване на відстані 348 км на північний захід від Бухареста, 97 км на схід від Арада, 93 км на південний захід від Клуж-Напоки, 121 км на північний схід від Тімішоари.

## Населення
За даними перепису населення 2002 року у селі проживали 464 особи, усі — румуни. Усі жителі села рідною мовою назвали румунську.